# Beitar Tel Aviv FC
Beitar Tel Aviv Football Club (hebreo: מועדון כדורגל בית"ר תל אביב) fue un club de fútbol israelí con base en Tel Aviv. Disputaba sus partidos en Bloomfield. En 2000 se fusionó con el Shimshon Tel Aviv para crear el Beitar/Shimshon Tel Aviv.

## Historia
El club fue creado al principio como un equipo de jóvenes, un filial, pero pronto pasó a ser un club en toda regla. 
El mayor triunfo de este equipo llegó a principios de la década de los 40', donde se hicieron con 2 Copas (1940, 1942).

## Palmarés

### Torneos nacionales
- Copa de Israel (2): 1940, 1942

## Récords
- Más goles en una temporada: 30 Nissim Elmaliakh, Liga Leumit, 1954/55

- Datos: Q2502185
- Multimedia: Beitar Tel Aviv F.C. / Q2502185